# Восхождение Дракона
«Восхождение Дракона» (англ. The Rise of the Dragon) — книга, написанная совместно фантастом Джорджем Мартином, Линдой Антонссон и Элио Гарсией-младшим, иллюстрированная история династии Таргариенов, занимающей важное место в «Песни льда и пламени» Мартина. Была опубликована в 2022 году.

## Содержание
«Восхождение Дракона» представляет собой рассказ об истории династии Таргариенов — знатном валирийском доме, захватившем власть над Семью королевствами. Первое издание включает 180 иллюстраций. Джордж Мартин оценивает эту книгу как своеобразное дополнение к «Пламени и крови». При этом «Восхождение», по его словам, написано в более энциклопедическом стиле, сближающем книгу с «Миром льда и пламени».

## Создание и оценки
«Восхождение Дракона» было анонсировано в марте 2022 года. Известно, что в создании книги Джорджу Мартину помогали Линда Антонссон и Элио Гарсия-младший. Книга увидела свет 25 октября 2022 года в издательстве Random House Ten Speed Press.
Ещё до выхода книги появились призывы её бойкотировать из-за того, что некоторые высказывания Линды Антонссон и Элио Гарсии могут трактоваться как расистские. При этом авторы книги были уверены, что их слова вырвали из контекста.